# Callonetta
Callonetta is een geslacht van vogels uit de familie eenden, ganzen en zwanen (Anatidae). Het geslacht telt één soort, de ringtaling.

## Soorten
- Callonetta leucophrys – Ringtaling